# Vielitz (Vielitzsee)

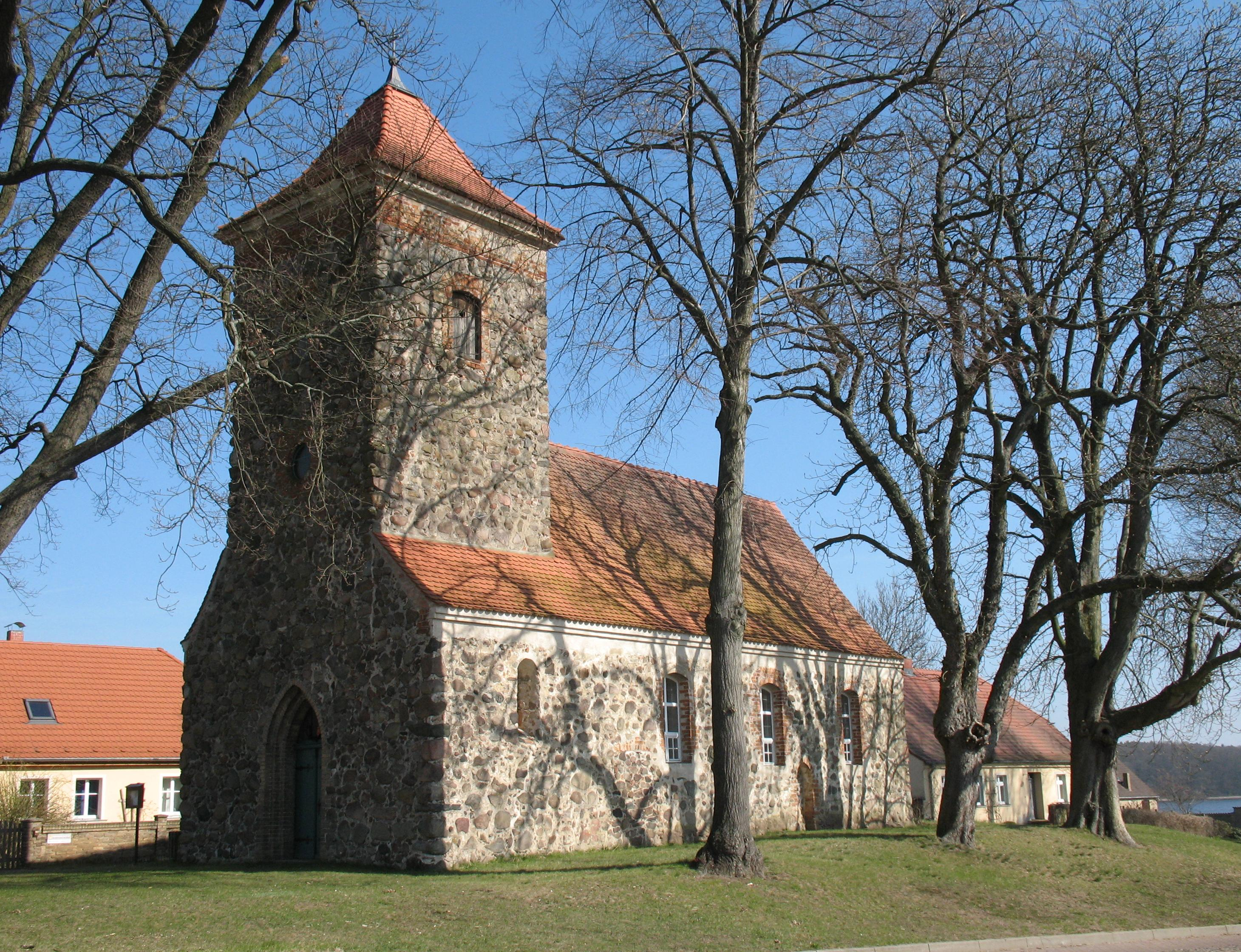
Dorfkirche

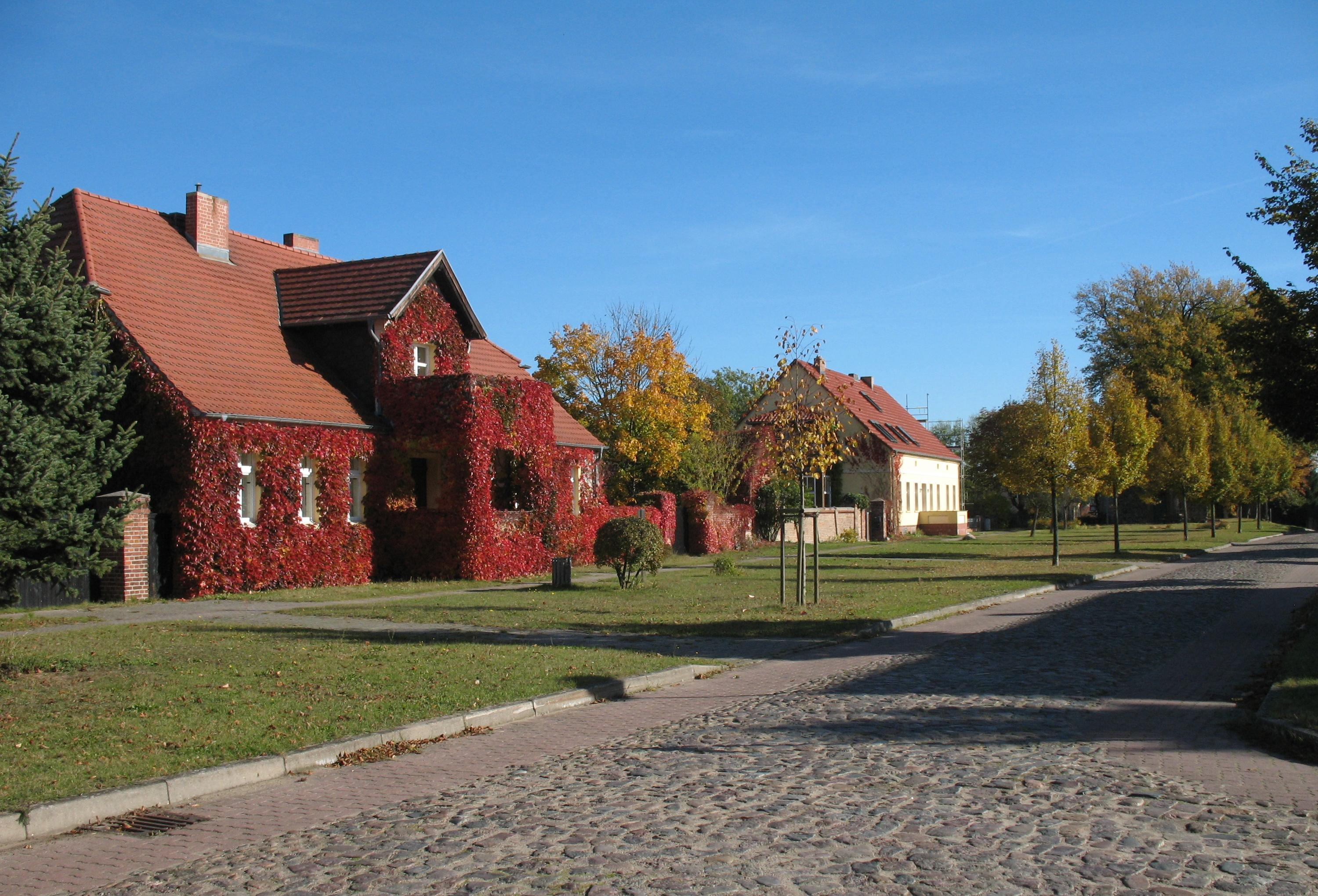
Straße

Vielitz ist ein Ortsteil der Gemeinde Vielitzsee im Landkreis Ostprignitz-Ruppin in Brandenburg. 2010 lebten hier etwa 260 Einwohner.

## Lage
Vielitz liegt etwa 5 Kilometer entfernt von Lindow (Mark) an der Kreisstraße 6803.
Der Ort befindet sich auf einer Anhöhe über dem Vielitzsee. Er wird durch große Backsteingehöfte geprägt. Während sich der ältere Teil entlang der Hangkante der Uferböschung ausdehnt, erstreckt sich der später erweiterte Teil nach Südosten.

## Geschichte
1317 wurde ein Hinricus de Viliz erwähnt, dessen Bezug zum Ort nicht eindeutig ist. 1362 gab es einen Johann Viliz.
Im Dreißigjährigen Krieg wurde das Dorf verwüstet und 1680 mit Kolonisten, meist Schweizer Herkunft, wieder besiedelt.
Vielitz gehörte zur Herrschaft Ruppin, dann zum Kreis Ruppin in verschiedenen Herrschaftsstrukturen.
2001 schloss sich die Gemeinde Vielitz mit der Gemeinde Strubensee zur Gemeinde Vielitzsee zusammen.

## Sehenswürdigkeiten und Kultur
- Dorfkirche Vielitz, 15. Jahrhundert[2]
- Musikscheune
- Vielitzsee